# Christian Wilhelm Ernst Dietrich

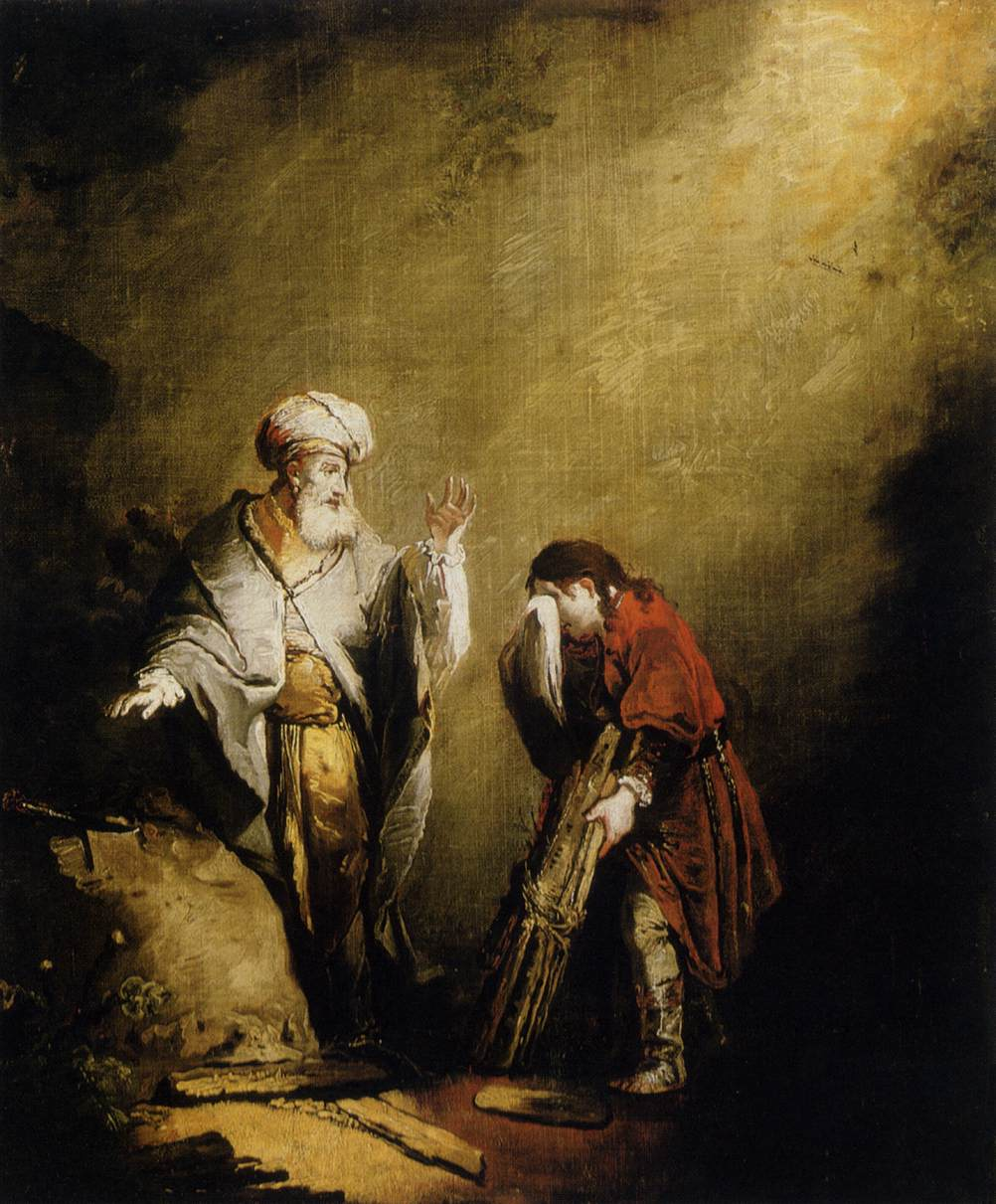
Ábrahám és Izsák

Christian Wilhelm Ernst Dietrich (Weimar, 1712. október 30. – Drezda, 1774. április 23.) német festő és rézmetsző.

## Élete
Christian Wilhelm Ernst Dietrich 1712. október 30-án született Weimarban, Johann Georg Dietrich udvari festő fiaként. Édesanyja Johanna Dorothea Dietrich, Johann Ernst Rentsch weimari festő lánya. Nővére, Maria Dorothea Wagner, valamint unokaöccse, Johann Georg Wagner mint tájképfestők később váltak ismertté. 
A pályáját csodagyerekként kezdő Dietrich Weimarban apja tanítványaként kezdte a festészetet, 1724 körül pedig Drezdában Alexander Thielé tanítványa lett. Egyik képe annyira elnyerte a szász uralkodó, II. Ágost tetszését, hogy támogatásával Hollandia és Itália városaiban tökéletesíthette tudását. Visszatérve Drezdába, rövidesen a királyi képtár felügyelője, később pedig az ottani akadémia professzora lett, de tiszteletbeli tagja volt az augsburgi, bolognai és koppenhágai akadémiának is. 1741-ben III. Ágost udvari festőnek nevezte ki, 1748-tól a drezdai képtár igazgatója lett. 1764-től a drezdai művészeti akadémia tanára, majd pedig az 1710-ben alapított első európai porcelánmanufaktúra, a meisseni porcelángyár művészeti iskolájának vezetője lett.
Munkássága során kezdetben híres holland festők, mint Rembrandt van Rijn, Adriaen van Ostade, Cornelis van Poelenburgh, Nicolaes Pieterszoon Berchem, Jean-Antoine Watteau művei ihlették. Hollandi példák nyomán készült festményújraköltéseibe sokszor olasz szín- és előadás-fordulatok is vegyültek. Például Ábrahám és Izsák című képe kompozícióját Rembrandt hasonló karcából veszi.
Festményei és rézkarcai a németalföldi nagy mesterek, kivált Rembrandt, Ostade, Everdingen hatását tükrözik, olyannyira, hogy egyes műveit korábban e mesterek alkotásának tulajdonították.
Eklektikus képeinek nagy része Drezdában található. Sziklás táj vízeséssel és Folyóparton című képei a Szépművészeti Múzeumban láthatók. 
Rézkarcainak témái főleg ó- és újszövetségi ábrázolások, mitológia, történelem, táj- és állatábrázolások voltak.
1774. április 23-án Drezdában érte a halál.